# Polygone dual
En géométrie, les polygones peuvent être associés par paires de duaux, où les sommets de l'un correspondent aux côtés de l'autre.

## Propriétés

La construction « de Dorman Luke » du dual d'un polyèdre, montrant une face rhombique duale à une face rectangulaire.

Les polygones réguliers sont autoduaux, c'est-à-dire qu'ils sont leur propre polygone dual. Le dual d'un polygone isogonal est un polygone isotoxal. Par exemple, le rectangle (isogonal)  et le losange (isotoxal) sont duaux.
Des côtés de mêmes longueurs  dans un polygone correspondent à des angles de même mesure dans son dual, et réciproquement. Par exemple, le dual d'un triangle isocèle obtusangle (c'est-à-dire avec un angle obtus) est un triangle isocèle acutangle (c'est-à-dire dont les trois angles sont aigus).

## Dualité dans lesquadrilatères
Comme exemple de la dualité angle-côté des polygones, les propriétés des quadrilatères inscriptibles (dans un cercle) seront comparées à celles des quadrilatères circonscriptibles (à un cercle).
| Quadrilatère inscriptible                                             | Quadrilatère circonscriptible                                                |
| --------------------------------------------------------------------- | ---------------------------------------------------------------------------- |
| Cercle circonscrit                                                    | Cercle inscrit                                                               |
| Les médiatrices des côtés se croisent au centre du cercle circonscrit | Les bissectrices se croisent au centre du cercle inscrit                     |
| La somme d'une paire d'angles opposés est égale à l'autre paire.      | La somme d'une paire de longueur de côtés opposés est égale à l'autre paire. |

La dualité est encore plus claire en comparant un trapèze isocèle et un cerf-volant.
| Trapèze isocèle                                   | Cerf-volant                                        |
| ------------------------------------------------- | -------------------------------------------------- |
| Deux paires d'angles adjacents de même mesure     | Deux paires de côtés adjacents de longueur égale   |
| Une paire de côtés adjacents de longueur égale    | Une paire d'angles adjacents de même mesure        |
| Un axe de symétrie passant par deux côtés opposés | Un axe de symétrie passant par deux angles opposés |
| Cercle circonscrit                                | Cercle inscrit                                     |

## Type de dualité

### Dualité projective
Dans la dualité projective, le dual d'un point est un segment, et celui d'une ligne est un point – donc le dual d'un polygone est un polygone, avec les côtés du polygone originel correspondant aux points de son dual et vice versa.
Du point de vue des courbes duales, où à tous points de la courbe, la tangente est associée à ce point.
Le dual projectif  peut être interprété ainsi :
- Tous les points d'un côté d'un polygone ont la même tangente qui correspond au côté lui-même– elles permettent toutes de tracer le même sommet du polygone dual ;
- Au niveau des sommets, les « tangentes » de ce sommet sont toutes les segments (différents des deux sommets) passant par ce point – le point dual de ces droites est alors le sommet du polygone dual.

### Combinatoire
De manière combinatoire, un polygone peut être défini comme un ensemble de côtés, un ensemble de sommets et une relation d'incidence (où sommets et côtés se touchent) : deux sommets adjacents déterminent un côté, et de manière duale, 2 côtés adjacents déterminent un sommet. Ensuite le polygone dual est obtenu en inversant côtés et sommets.
Donc pour un triangle avec pour sommets (A, B, C) et comme côtés (AB, BC, CA), le triangle dual a pour sommets (AB, BC, CA), et pour côtés (B, C, A), où B connecte AB et BC, et ainsi de suite.